# William I. Thomas
William I. Thomas (n. 13 de agosto de 1863, Russell County, Virginia - m. 5 de diciembre de 1947, lugar), sociólogo estadounidense. Conocido principalmente por su Teorema de Thomas clave en la sociología del conocimiento: "Si los individuos definen las situaciones como reales, son reales en sus consecuencias".cigala
Murió en 1947, es uno de los fundadores junto con George Herbert Mead del Interaccionismo simbólico.
- Datos: Q1323100
- Multimedia: William Isaac Thomas / Q1323100

```
ci
```